# アレクサンダー・エンマン
アレクサンダー・エンマン（ロシア語: Александр Фёдорович Энман、英語: Alexander Enmann、1856年9月1日（ユリウス暦：8月20日） - 1903年7月14日）は、ロシア帝国（後のエストニア）のパルヌに生まれ、サンクトペテルブルクに没した、バルト・ドイツ人の古代史学者。

## 経歴
エンマンは、医師で宮中の高官だったテオドール・ヴィルヘルム・エンマン (Theodor Wilhelm Enmann) の子として生まれ、1874年から1880年にかけて、ドルパット大学（Universität Dorpat：タルトゥ大学の前身）に学んだ。またチュービンゲン、ベルリン、パリ、ロンドンの各地にも赴いて学んだ。1880年に修士、1884年に博士をドルパット大学で取得した。
1883年から1897年にかけては、帝国サンクトペテルブルク科学アカデミーで司書となった。その間、1885年から1888年まで聖カタリナ学校 (St. Katharinen-Schule) の歴史教師を務め、次いで1888年から1903年まで、サンクトペテルブルクの改革派学校 (Schule der Reformierten Gemeinden) で教鞭をとった。
エンマンは、4世紀に書かれ、その後失われたとされる歴史書、いわゆる『エンマン皇帝史』の存在を想定する議論を始めた人物であった。

## 著作
- Über die Quellen der sicilischen Geschichte bei Pompejus Trogus, Dorpat, Universität, Magister-Arbeit, 1880
- Untersuchungen über die Quellen des Pompejus Trogus für die griechische und sicilische Geschichte. Von der hist.-philologischen Facultät der Kaiserlichen Universität Dorpat ... gekrönte ... Preisschrift, Dorpat 1880
- Eine verlorene Geschichte der römischen Kaiser und das Buch De viris illustribus urbis Romae. Quellenstudien, in: Philologus, Supplement-Band 4, 1884, S. 338–510.
- Kritische Versuche zur ältesten griechischen Geschichte: 1. Kypros und der Ursprung des Aphroditekultus, St. Petersburg 1887 (= Dorpat, Universität, Dissertation, 1887)
- Zur römischen Königsgeschichte, St. Petersburg 1892
- Die neuentdeckte archaische Inschrift des römischen Forums, in: Bulletin de l'Académie Imperiale des sciences de St.-Petersburg 11, 1899, Nr. 5
- Die älteste Redaktion der Pontifikalannalen, in: Rheinisches Museum für Philologie 57, 1902, S. 517-